# رود کورم
رود کورم رودی است که از جنوب شرق افغانستان سرچشمه میگیرد  که به سند می‌ریزد. این رود از کشورهای افغانستان و پاکستان می‌گذرد. طول آن ۳۲۰ کیلومتر (۲۰۰ مایل) است.